# Rio Caiuá
O rio Caiuá é um curso de água que banha o estado do Paraná. 